# Takashi Amano (calciatore)
Takashi Amano (天野 貴史?, Amano Takashi; Yokohama, 13 aprile 1986) è un ex calciatore giapponese, di ruolo difensore.